# 霍肯海姆
霍肯海姆（德語：Hockenheim，發音：[ˈhɔkŋ̍haɪm] ⓘ）是德国巴登-符腾堡州卡尔斯鲁厄行政区莱茵-内卡县的城市，面积34.84平方千米，2023年12月31日人口为21,631人。

## 友好城市
霍根海姆与以下城市结为友好城市：
- 法國 科梅尔西（1970年）
- 德国 霍恩施泰因-恩斯塔尔（1990年）
- 美国 穆爾斯維爾（2002年）